# Maria Ziółek
Maria Ziółek – polska profesor nauk chemicznych, pracownik naukowy i kierownik Zakładu Katalizy Heterogenicznej Wydziału Chemii Uniwersytetu im. Adama Mickiewicza w Poznaniu.

## Życiorys
W 1971 ukończyła studia chemiczne na  Uniwersytecie Adama Mickiewicza. Na Wydziale Chemii UAM w 1976 r. uzyskała doktorat, a w 1985 r. stopień doktora habilitowanego nauk chemicznych. W 1996 r. otrzymała tytuł profesora. Od 1990 r. była kierownikiem Zakładu Katalizy Heterogenicznej na Wydziale Chemii UAM, a w latach 1990–1996 była prodziekanem Wydziału. Przeszła na emeryturę.
Jest członkiem Komisji Konferencyjnej Rektorów Akademickich Szkół Polskich (KRASP) w Zespole Bolońskim. Była też członkiem Rady Naukowej Katalizy i Fizykochemii Powierzchni im. Jerzego Habera PA. 
Wypromowała 17 doktorów.

## Najważniejsze publikacje
Do jej najważniejszych publikacji należą:
- M. Ziolek i inni, Catalytic performance of niobium species in crystalline and amorphous solids—Gas and liquid phase oxidation, „Applied Catalysis A: General”, 391 (1–2), 2011, s. 194–204, DOI: 10.1016/j.apcata.2010.07.022 [dostęp 2021-02-18] (ang.).
- Maciej Trejda, Katarzyna Stawicka, Maria Ziolek, New catalysts for biodiesel additives production, „Applied Catalysis B: Environmental”, 103 (3–4), 2011, s. 404–412, DOI: 10.1016/j.apcatb.2011.02.003 [dostęp 2021-02-18] (ang.).
- Hanna Golinska-Mazwa, Piotr Decyk, Maria Ziolek, Sb, V, Nb containing catalysts in low temperature oxidation of methanol – The effect of preparation method on activity and selectivity, „Journal of Catalysis”, 284 (1), 2011, s. 109–123, DOI: 10.1016/j.jcat.2011.09.009 [dostęp 2021-02-18] (ang.).
- Maciej Trejda i inni, Methanol oxidation on VSiBEA zeolites: Influence of V content on the catalytic properties, „Journal of Catalysis”, 281 (1), 2011, s. 169–176, DOI: 10.1016/j.jcat.2011.04.013 [dostęp 2021-02-18] (ang.).
- Izabela Sobczak i inni, CuxCryOz mixed oxide as a promising support for gold – The effect of Au loading method on the effectiveness in oxidation reactions, „Catalysis Today”, 187 (1), 2012, s. 48–55, DOI: 10.1016/j.cattod.2011.09.042 [dostęp 2021-02-18] (ang.).